# Balıklı Rum Hastanesi

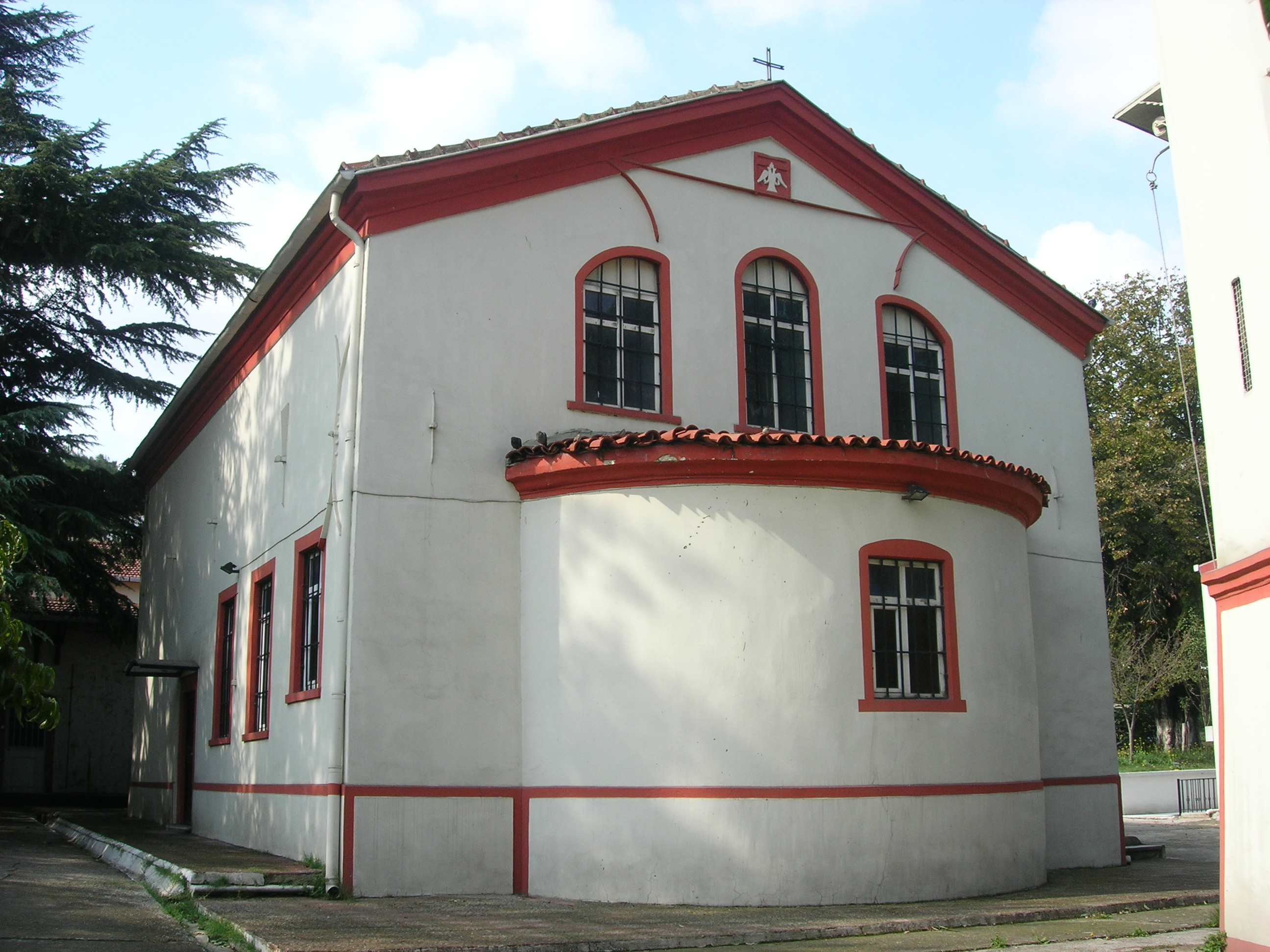
Kirche neben dem Krankenhaus

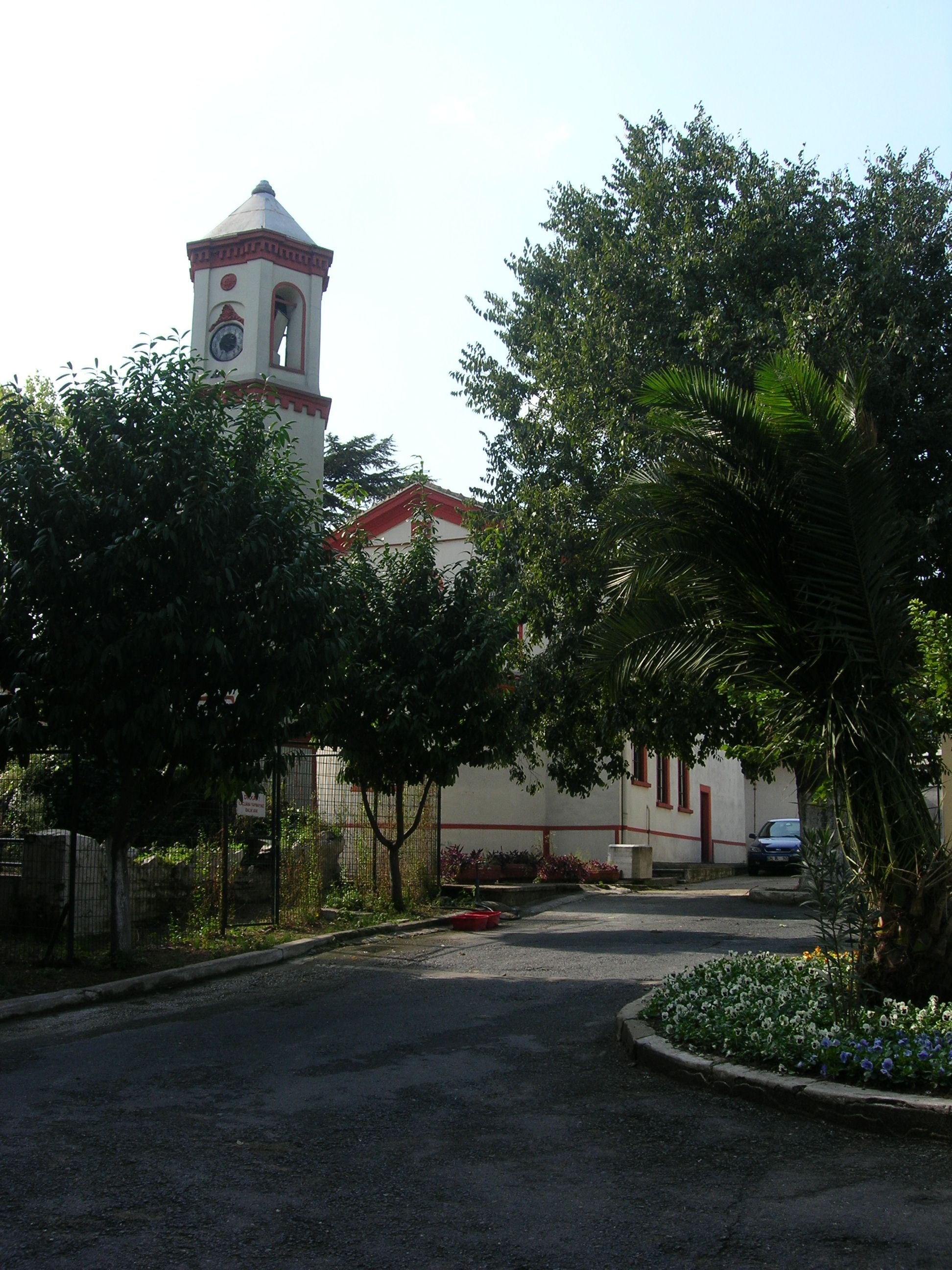
Eingang des Krankenhauses und Blick auf die Kirche

Das Griechische Krankenhaus Balıklı (türkisch Özel Balıklı Rum Hastanesi, griechisch Ελληνικό Νοσοκομείο Βαλουκλή) ist eine Privatklinik im Viertel Balıklı des Stadtteils Yedikule im Bezirk Zeytinburnu der Stadt Istanbul, die im 18. Jahrhundert von der griechischen Gemeinde gegründet wurde und von einer Stiftung betrieben wird.

## Geschichte
Das Griechische Krankenhaus Balıklı wurde 1753 nach einem Ferman als „Yedikule-Krankenhaus“ eingerichtet. Das Krankenhaus selbst wurde von der Vereinigung griechischer Lebensmittelhändler gestiftet und erbaut. Das Ziel des Krankenhauses war es, bei der Behandlung griechischer Pestkranker zu helfen. Vermutlich bei einem Brand 1790 wurde das Krankenhaus zerstört und 1793 unter Mitwirkung des Patriarchen Neophytos VIII.  wiederaufgebaut.
Gegen Ende des 18. Jahrhunderts errichtete die griechische Gemeinde von Konstantinopel drei Krankenhäuser: Das Balıklı-Krankenhaus, 1762 ein weiteres im Bezirk Galata und 1780 ein drittes in Pera. Alle drei Krankenhäuser  standen unter der Aufsicht des Ökumenischen Patriarchen, der für die Ernennung der Verwaltungsleiter der Krankenhäuser verantwortlich war. 1852 errichtete das Balıklı-Krankenhaus durch Mitstiftung von Patriarch Kyrill VI. ein Waisenhaus auf dem Gelände. Während des Pogroms von Istanbul 1955 war das Krankenhaus überfüllt mit Patienten, die Vergewaltigungen, Traumata und körperlichen Missbrauch erlitten hatten. 1991 und 1994 wurde das Krankenhaus restauriert, und die erste Privatklinik für die Behandlung von Alkohol- und Drogenmissbrauch der Türkei wurde gegründet.
Am 4. August 2022, wurde das Krankenhaus durch einen Brand völlig zerstört. Alle Patienten und betreuten älteren Personen wurden rechtzeitig evakuiert und es gab keine Verletzten.

## Heute
Bis zum Brand von 2022, stand das Griechische Krankenhaus Balıklı der gesamten Istanbuler Bevölkerung zur Verfügung. Im Jahre 2011 hatte das Krankenhaus 39 Ärzte, 98 Krankenschwestern sowie Assistenten und weiteres Personal, die zusammen insgesamt 440 Mitarbeiter ausmachten. Es hatte 650 Betten. Zum Krankenhaus gehört heute eine Kirche, die nicht nur den Patienten, sondern auch der gesamten griechisch-orthodoxen Gemeinde dient.